# توني بانكس (لاعب كرة قدم أمريكية)
توني بانكس (بالإنجليزية: Tony Banks)‏ هو لاعب كرة قدم أمريكية أمريكي، ولد في 5 أبريل 1973 في سان دييغو في الولايات المتحدة.

## وصلات خارجية
- توني بانكس على موقع إي إس بي إن.كوم (أن.أف.أل)3
- توني بانكس على موقع مرجع كرة القدم المحترفة.كوم (الإنجليزية)